# Iglesia de Nuestra Señora de la Asunción (Piedrahíta)
La Iglesia de Nuestra Señora de la Asunción es un templo católico construido en el siglo XIII que se alza sobre la Plaza Mayor de Piedrahíta (Provincia de Ávila, España). Con casi 1.400 m² de superficie es uno edificios más emblemáticos del municipio, con un notable aspecto de fortaleza. Tiene tres plantas que entremezclan distintos estilos: gótico, románico y barroco. Alberga un museo de Arte Sacro.
Su estructura en general responde a estilo gótico, como continuación de una obra empezada en románico. La fábrica románica es visible en la cabecera, en el cimborrio, campanario y escalera de caracol que lleva al mismo.
Aunque la puerta principal es de estilo hispano-flamenco, utilizando piedra arenisca, la fachada debió de reedificarse en el primer tercio del siglo XVI. En ellas resalta un gran óculo (en forma de rosetón) y otros dos vanos de arco triangular que dan al claustro.